# Aaron Alward
 (août 2024).
Pour les articles homonymes, voir Alward.
Aaron Alward (21 mai 1828-13 avril 1886) est un homme politique canadien de la Colombie-Britannique. Il représente la ville de Saint-Jean à l'Assemblée législative du Nouveau-Brunswick de 1870 à 1874.
Après avoir siégé au conseil municipal, Alward sert aussi comme maire de la ville de Saint-Jean de 1866 à 1870.

## Biographie
Né à Salisbury au Nouveau-Brunswick d'une famille de loyalistes, Alward étudie à Saint-Stephen. Il gradue de la médecine à New York et commence à pratique à Saint-Jean.
Alward meurt à Saint-Jean quatre ans plus tard en avril 1886.